# Viliam Laššo
Viliam Laššo (* 22. června 1949) je bývalý slovenský fotbalista, útočník.

## Fotbalová kariéra
V československé lize hrál za Slovan Bratislava a Duklu Praha. Nastoupil v 35 ligových utkáních a dal 5 gólů. V Poháru vítězů pohárů nastoupil v 1 utkání proti Olympique Marseille.

## Ligová bilance
| Ročník                                   | Zápasy | Góly | Klub              |
| ---------------------------------------- | ------ | ---- | ----------------- |
| 1. československá fotbalová liga 1965/66 | 1      | 0    | Slovan Bratislava |
| 1. československá fotbalová liga 1966/67 | 6      | 0    | Slovan Bratislava |
| 1. československá fotbalová liga 1968/69 | 13     | 4    | Dukla Praha       |
| 1. československá fotbalová liga 1969/70 | 12     | 1    | Dukla Praha       |
| 1. československá fotbalová liga 1970/71 | 3      | 0    | Slovan Bratislava |
| CELKEM                                   | 35     | 5    |                   |